# 2565 Grögler
2565 Grögler eller 1977 TB1 är en asteroid i huvudbältet som upptäcktes den 12 oktober 1977 av den Schweiziska astronomen Paul Wild vid Observatorium Zimmerwald. Den har fått sitt namn efter Norbert Grögler.
Den tillhör asteroidgruppen Nysa.